# Cerdo
Cerdo vagy Kerdo (2. század) ókeresztény író.
Feltehetően szír származású gnosztikus volt. Tanításainak idején Cerdót eretneknek tartotta az Ortodox Egyház i.sz. 138 körül. Az ókori források egy része szerint Valentinusszal egy időben tanított, és Markión mesterének mondja, ez azonban kronológiailag lehetetlen. Munkái elvesztek. Szent Iréneusz szerint Antoninus Pius római császár (138–161) uralkodása alatt, Higinusz püspök kortársa volt.
Tanításai szerint két Isten volt, egyikük engedelmességet követelő, a másik jó és kegyelmes. Cerdo szerint az előbbi az Ó-Testamentum Istene, aki a világot alkotta. Az utóbbi volt a felsőbbrendű Isten, de csak fián, Jézuson keresztül vált ismertté. Kései gnosztikusként Cerdo doketista volt, aki elutasította a halottak feltámadását.

## Fordítás
- Ez a szócikk részben vagy egészben  a   Cerdo (gnostic) című angol Wikipédia-szócikk fordításán alapul.  Az eredeti cikk szerkesztőit annak laptörténete sorolja fel. Ez a jelzés csupán a megfogalmazás eredetét és a szerzői jogokat jelzi, nem szolgál a cikkben szereplő információk forrásmegjelöléseként.